# Demons (Imagine Dragons)
"Demons" is de vijfde single van de Amerikaanse alternatieve rockband Imagine Dragons, geschreven door de bandleden, Josh Mosser, samen met Alex da Kid, die het nummer ook produceerde. Demons is het vierde nummer op het debuutalbum Night Visions. In elf landen bereikte het nummer de top tien van de hitlijst, met in Letland en de Verenigde Staten een eerste plaats. Omdat het nummer eind 2013 pas uitkwam als download, werd het ook toen pas een hit. Begin 2014 kwam het Nederlandse Top 40 binnen, waar het niet verder kwam dan de elfde plaats.

## Tracklijst
| Nr. | Titel                          | Duur  |
| --- | ------------------------------ | ----- |
| 1.  | Demons (Imagine Dragons remix) | 03:16 |
| 2.  | Demons (KIDinaKORNER remix)    | 03:19 |
| 3.  | Demons (Dzeko & Torres remix)  | 03:51 |
| 4.  | Demons (Live akoestisch)       | 03:07 |
| 5.  | Demons (muziekvideo)           | 03:56 |

## Hitnoteringen

### Nederlandse Top 40
| Hitnotering: 22-02-2014 t/m 06-09-2014 | Hitnotering: 22-02-2014 t/m 06-09-2014 | Hitnotering: 22-02-2014 t/m 06-09-2014 | Hitnotering: 22-02-2014 t/m 06-09-2014 | Hitnotering: 22-02-2014 t/m 06-09-2014 | Hitnotering: 22-02-2014 t/m 06-09-2014 | Hitnotering: 22-02-2014 t/m 06-09-2014 | Hitnotering: 22-02-2014 t/m 06-09-2014 | Hitnotering: 22-02-2014 t/m 06-09-2014 | Hitnotering: 22-02-2014 t/m 06-09-2014 | Hitnotering: 22-02-2014 t/m 06-09-2014 | Hitnotering: 22-02-2014 t/m 06-09-2014 | Hitnotering: 22-02-2014 t/m 06-09-2014 | Hitnotering: 22-02-2014 t/m 06-09-2014 | Hitnotering: 22-02-2014 t/m 06-09-2014 | Hitnotering: 22-02-2014 t/m 06-09-2014 | Hitnotering: 22-02-2014 t/m 06-09-2014 | Hitnotering: 22-02-2014 t/m 06-09-2014 | Hitnotering: 22-02-2014 t/m 06-09-2014 | Hitnotering: 22-02-2014 t/m 06-09-2014 | Hitnotering: 22-02-2014 t/m 06-09-2014 | Hitnotering: 22-02-2014 t/m 06-09-2014 | Hitnotering: 22-02-2014 t/m 06-09-2014 | Hitnotering: 22-02-2014 t/m 06-09-2014 | Hitnotering: 22-02-2014 t/m 06-09-2014 | Hitnotering: 22-02-2014 t/m 06-09-2014 | Hitnotering: 22-02-2014 t/m 06-09-2014 | Hitnotering: 22-02-2014 t/m 06-09-2014 | Hitnotering: 22-02-2014 t/m 06-09-2014 | Hitnotering: 22-02-2014 t/m 06-09-2014 | Hitnotering: 22-02-2014 t/m 06-09-2014 |
| Week:                                  | 1                                      | 2                                      | 3                                      | 4                                      | 5                                      | 6                                      | 7                                      | 8                                      | 9                                      | 10                                     | 11                                     | 12                                     | 13                                     | 14                                     | 15                                     | 16                                     | 17                                     | 18                                     | 19                                     | 20                                     | 21                                     | 22                                     | 23                                     | 24                                     | 25                                     | 26                                     | 27                                     | 28                                     | 29                                     |                                        |
| -------------------------------------- | -------------------------------------- | -------------------------------------- | -------------------------------------- | -------------------------------------- | -------------------------------------- | -------------------------------------- | -------------------------------------- | -------------------------------------- | -------------------------------------- | -------------------------------------- | -------------------------------------- | -------------------------------------- | -------------------------------------- | -------------------------------------- | -------------------------------------- | -------------------------------------- | -------------------------------------- | -------------------------------------- | -------------------------------------- | -------------------------------------- | -------------------------------------- | -------------------------------------- | -------------------------------------- | -------------------------------------- | -------------------------------------- | -------------------------------------- | -------------------------------------- | -------------------------------------- | -------------------------------------- | -------------------------------------- |
| Positie:                               | 37                                     | 36                                     | 32                                     | 30                                     | 30                                     | 26                                     | 24                                     | 22                                     | 20                                     | 18                                     | 16                                     | 11                                     | 11                                     | 12                                     | 17                                     | 17                                     | 17                                     | 18                                     | 19                                     | 20                                     | 23                                     | 23                                     | 23                                     | 26                                     | 26                                     | 28                                     | 30                                     | 32                                     | 39                                     | uit                                    |

### NederlandseSingle Top 100
| Positie: | 99 | 78 | 57 | 59 | 54 | 51 | 51 | 48 | 42 | 32 | 32 | 28 | 27 | 29 | 32 | 38 | 41 | 37 | 42 | 42 | 36 | 35 | 32  |
| Week:    | 24 | 25 | 26 | 27 | 28 | 29 | 30 | 31 | 32 | 33 | 34 | 35 | 36 | 37 | 38 | 39 | 40 | 41 | 42 | 43 | 44 | 45 |     |
| Positie: | 36 | 37 | 40 | 42 | 34 | 43 | 47 | 55 | 55 | 54 | 60 | 71 | 74 | 77 | 80 | 82 | 92 | 91 | 98 | 99 | 96 | 92 | uit |

### NPO Radio 2 Top 2000
| Nummer met noteringen in de NPO Radio 2 Top 2000 | '14  | '15 | '16 | '17 | '18 | '19 | '20 | '21 | '22 | '23 | '24 |
| ------------------------------------------------ | ---- | --- | --- | --- | --- | --- | --- | --- | --- | --- | --- |
| Demons                                           | 1112 | 372 | 535 | 445 | 323 | 437 | 585 | 528 | 436 | 511 | 430 |

1. ↑  Een vetgedrukt getal geeft de hoogste notering aan.
2. ↑  2014 was het eerste jaar met een notering voor dit nummer.